# Asplandet
Asplandet är en ö i Finland. Den ligger i Finska viken och i kommunen Sibbo i den ekonomiska regionen  Helsingfors i landskapet Nyland, i den södra delen av landet.
Öns area är 10,6 hektar och dess största längd är 0,7 kilometer i öst-västlig riktning.